# 정일우
정일우(丁一宇, 1987년 9월 9일 ~ )는 대한민국의 배우이다.

## 학력
- 2000년 서울대림초등학교 (졸업)
- 2003년 성남중학교 (졸업)
- 2006년 영등포고등학교 (졸업)
- 서울예술대학교 방송연예학과 06학번 (중퇴)
- 한양대학교 연극영화학과 (학사)
- 한양대학교 대학원 연극영화학과 (재학)

## 출연 작품

### 드라마
- 2006년 MBC 저녁 일일시트콤 《거침없이 하이킥!》 ... 이윤호 역
- 2008년 MBC 저녁 일일시트콤 《크크섬의 비밀》 ... 윤호 역 (특별출연)
- 2009년 MBC 수목 미니시리즈 《돌아온 일지매》 ... 일지매 역
- 2009년 KBS2 수목 미니시리즈 《아가씨를 부탁해》 ... 이태윤 역
- 2009년 MBC 저녁 일일시트콤 《지붕뚫고 하이킥!》 ... 일우 역 (특별출연)
- 2011년 SBS 드라마스페셜 《49일》 ... 스케쥴러 / 송이수 역
- 2011년 tvN 월화 미니시리즈 《꽃미남 라면가게》 ... 차치수 역
- 2011년 MBC 저녁 일일시트콤 《하이킥! 짧은 다리의 역습》 ... 정일우 역 (특별출연)
- 2012년 MBC 수목 특별기획 드라마 《해를 품은 달》 ... 양명군 역
- 2013년 KBS2 월화 미니시리즈 《직장의 신》 ... 경쟁사 모델 (특별출연)
- 2013년 MBC 주말 특별기획 드라마 《황금 무지개》 ... 서도영 역
- 2014년 MBC 월화 특별기획 드라마 《야경꾼 일지》 ... 이린 역
- 2015년 MBN 수요 미니시리즈 《고품격 짝사랑》 ... 최세훈 역
- 2015년 후난위성 TV 《여인화사몽 (女人花似梦)》 ... 김문호 역
- 2016년 tvN 금토 미니시리즈 《신데렐라와 네 명의 기사》 ... 강지운 역
- 2017년 True 4u 《Love and Lies
Official MV》 ... Tim 역
- 2019년 SBS 월화 특별기획 드라마 《해치》 ... 이금 역
- 2020년 JTBC 월화 미니시리즈 《야식남녀》 ... 박진성 역
- 2021년 MBN 주말 특별기획 드라마 《보쌈 - 운명을 훔치다》 ... 바우 / 김대석 역
- 2022년 ENA 수목 미니시리즈 《굿잡》 ... 은선우 역
- 2025년 KBS 2TV 주말 드라마 《화려한 날들》 ... 이지혁 역

### 영화
| 연도   | 작품명                  | 역할           | 비고      |
| ------ | ----------------------- | -------------- | --------- |
| 2006년 | 조용한 세상             | 류정호(김상경) | 아역      |
| 2007년 | 내 사랑                 | 지우           |           |
| 2016년 | 여장부 (女汉子完美恋人) | 갈량           | 중국 영화 |
| 2018년 | 1급기밀                 | 강영우 대위    | 특별출연  |
| 2022년 | 고속도로 가족           | 장기우         |           |

### 연극
- 2010년 《뷰티풀 선데이》 - 이준석 역
- 2019년 《엘리펀트 송》 - 마이클 역 (2019.11.22 ~ 2020.2.16 서울 예스24 스테이지 3관 (구 수현재씨어터))

## 기타 활동

### 방송
| 연도   | 채널             | 출연작                                      |
| ------ | ---------------- | ------------------------------------------- |
| 2025년 | TV CHOSUN        | 식객 허영만의 백반기행                      |
| 2023년 | tvN•tvN STORY    | 골프스타K                                   |
| 2023년 | MBN              | 떴다! 캡틴킴!                               |
| 2019년 | SBS              | 런닝맨                                      |
| 2019년 | KBS2             | 신상출시 편스토랑 (첫 예능 고정)            |
| 2019년 | KBS2             | 해피투게더4                                 |
| 2019년 | KBS1             | 야생탐사 프로젝트 와일드 맵                 |
| 2016년 | HNTV 중국        | 2016全球华人华侨春晚 춘절특집 화인춘만      |
| 2016년 | SBS              | 런닝맨 FC 런닝맨 in 상하이                  |
| 2016년 | SBS              | 런닝맨 두바이 자유여행 특집                 |
| 2016년 | iQiyi            | 星星来啦 STAR SHOP                          |
| 2015년 | JSBC 중국        | 星厨驾到 Star Chef                          |
| 2015년 | SBS              | 런닝맨 미션 월드와이드 특집                 |
| 2015년 | MBC              | 한중공동기획 신한류시대 찰리우드의 도전자들 |
| 2014년 | NHK 일본         | テレビでハングル講座                        |
| 2014년 | MBC              | 무한도전 브라질 월드컵 응원단 특집          |
| 2012년 | HNTV 중국        | 天天向上 Day Day Up                         |
| 2012년 | 三立都 會台 대만 | 完全娛樂 ShowBiz                            |
| 2012년 | GTV 대만         | 娛樂百分百 100% Entertainment               |
| 2011년 | MTV              | One More Time 정일우                        |
| 2011년 | JTBC             | 깜놀 드림 프로젝트 정일우                   |
| 2007년 | MBC              | 무한도전 설날 특집                          |

### 광고
| 기업명        | 내용           | 기업명        | 내용         |
| ------------- | -------------- | ------------- | ------------ |
| 삼성전자      | Anycall        | 다음          | UCC          |
| 광동제약      | 비타500        | CJ            | 햇반         |
| 빙그레        | 바나나 우유    | 코스모코스    | 에소르       |
| 닉스풋웨어    | 기업PR         | 구김스 컴퍼니 | 기업PR       |
| 나이키        | 기업PR         | 엔프라니      | 홀리카홀리카 |
| 롯데웰푸드    | 도리토스       | 엔프라니      | 기업PR       |
| LG전자        | 옵티머스II LTE | 도미노피자    | 기업PR       |
| FILA코리아    | FILA Sports    | 롯데호텔      | 기업PR       |
| 중국 BIOTHERM | 기업PR         | MVIO          | 기업PR       |

### 라디오
| 날짜                | 채널       | 출연작                             |
| ------------------- | ---------- | ---------------------------------- |
| 2007. 12. 11.       | KBS 쿨FM   | 박수홍의 두근두근 11시             |
| 2008. 4. 8.         | MBC 표준FM | 박경림의 별이 빛나는 밤에          |
| 2011. 5. 25.        | MBC FM4U   | 정엽의 푸른밤                      |
| 2011. 9. 3. - 9. 4. | KBS 쿨FM   | 최강희의 볼륨을 높여요 (스페셜 DJ) |
| 2011. 12. 22.       | SBS 파워FM | 공형진의 씨네타운                  |

### 앰버서더
| 연도   | 내용                                                          |
| ------ | ------------------------------------------------------------- |
| 2011년 | 전주 국제 영화제 홍보대사                                     |
| 2011년 | 캐나다 관광청 홍보대사                                        |
| 2011년 | CJ CGV '토토의 작업실' 공식 멘토                              |
| 2012년 | 한일 우정의 페스타 한국대표                                   |
| 2015년 | WRTT 10th Anniversary Charity (난치병 어린이 위한 자선단체)   |
| 2016년 | K트래블버스 홍보대사 (사이트) 보관됨 2017-05-13 - 웨이백 머신 |

### 음반
- 2011년 : 49일 OST Part.4 - 허수아비

## 수상 및 후보
| 연도   | 시상식                         | 부문                              | 작품                        | 결과 |
| ------ | ------------------------------ | --------------------------------- | --------------------------- | ---- |
| 2007년 | Mnet 20's Choice               | 뉴스타상                          | 거침없이 하이킥!            | 수상 |
| 2007년 | Mnet 20's Choice               | 드라마 스타상                     | 거침없이 하이킥!            | 수상 |
| 2007년 | Mnet KM 뮤직페스티벌           | 뮤직비디오 연기상                 | GoodBye Sadness             | 수상 |
| 2007년 | MBC 방송연예대상               | 코미디 시트콤부문 신인상          | 거침없이 하이킥!            | 수상 |
| 2008년 | 백상예술대상                   | 영화부문 신인연기상               | 내 사랑                     | 후보 |
| 2009년 | 코리아 주니어 스타어워즈       | TV드라마 대상                     | 돌아온 일지매               | 수상 |
| 2012년 | Asia Model Awards              | 패셔니스타상                      |                             | 수상 |
| 2012년 | 행복나눔인 시상식              | 보건복지부 장관상                 |                             | 수상 |
| 2012년 | 상해 TV 페스티벌               | 작품상 은상                       | 해를 품은 달                | 수상 |
| 2012년 | 중국 화정상                    | 아시아 남자배우 대상              |                             | 수상 |
| 2012년 | MBC 연기대상                   | 우수 연기상                       | 해를 품은 달                | 후보 |
| 2013년 | iQIYI The Beautiful China Show | 남자배우상                        |                             | 수상 |
| 2013년 | MBC 연기대상                   | 우수 연기상                       | 황금 무지개                 | 후보 |
| 2014년 | Cosmo Beauty Awards            | Forever Young Icon 남자스타상     |                             | 수상 |
| 2014년 | MBC 연기대상                   | 최우수 연기상                     | 야경꾼 일지                 | 수상 |
| 2015년 | 아시아영향력 동방시상식        | 가장 환영받는 남자배우상          |                             | 수상 |
| 2016년 | Asia Model Festival            | 배우부문 아시아 특별상            |                             | 수상 |
| 2019년 | KBS 연예대상                   | 쇼·오락 부문 신인상               | 신상출시 편스토랑           | 수상 |
| 2019년 | SBS 연기대상                   | 프로듀서상                        | 해치                        | 후보 |
| 2019년 | SBS 연기대상                   | 중편드라마 부문 남자 최우수연기상 | 해치                        | 후보 |
| 2019년 | SBS 연기대상                   | 베스트 커플상 (with 고아라)       | 해치                        | 후보 |
| 2023년 | 부일 영화상                    | 신인남자연기상                    | 고속도로 가족 (2022년 영화) | 후보 |

## 같이 보기
- 정준하
- 유재석
- 김혜성
- 이순재
- 서민정
- 박해미
- 신지
- 박민영
- 최민용
- 이민호
- 황찬성
- 김범
- 나혜미
- 고아라
- 이효리